# Who Killed Bambi?
Who Killed Bambi? iba a ser la primera película sobre The Sex Pistols y prevista para ser lanzada en 1978. Russ Meyer iba a ser el encargado de dirigirla sobre el guion de Roger Ebert y el mánager de los Pistols, Malcolm McLaren. La meta de la película era ser una versión punk rock de A Hard Day's Night con los Beatles.

## Historia
Como indicó Ebert en el obituario de Meyer, solo se llegó a rodar un día y medio de la película, cuando se paró de filmar debido a problemas de financiación. 20th Century Fox había invertido en la película, pero se escandalizaron tanto al leer el guion que decidieron echarse atrás. Se destruyeron las escenografías que habían sido construidas en los Bray Studios de Berkshire. El metraje grabado incluye a Sting como líder de una banda de «chicos monos» llamados The Blow-Waves que atacan al batería Paul Cook cuando se para a pedir unas indicaciones de dirección.  
McLaren finalmente hizo The Great Rock 'n' Roll Swindle con el director Julien Temple que incluye algunas pequeñas partes de lo que ya había filmado Meyer, incluyendo la escena que da nombre a este proyecto donde se mata a un ciervo. Una canción con el mismo nombre también se incluye en la película, cantada por Edward Tudor-Pole. Más adelante aparecieron más partes de estas filmaciones que serían incluidas en el documental de 2000 The Filth and the Fury.
En 2003 se estrenó una película de suspense llamado Who Killed Bambi? Pero aparte del título no hay ninguna conexión entre ambos proyectos.